# 埃傑頓 (印第安納州)
埃傑斯（英語：Edgerton）是位於美國印地安納州艾倫縣的一個非建制地區。該地的面積和人口皆未知。

## 地理
埃傑斯的座標為41°04′36″N 84°48′22″W / 41.07667°N 84.80611°W，而該地的平均海拔高度為230米（即755英尺）。